# Lews Castle

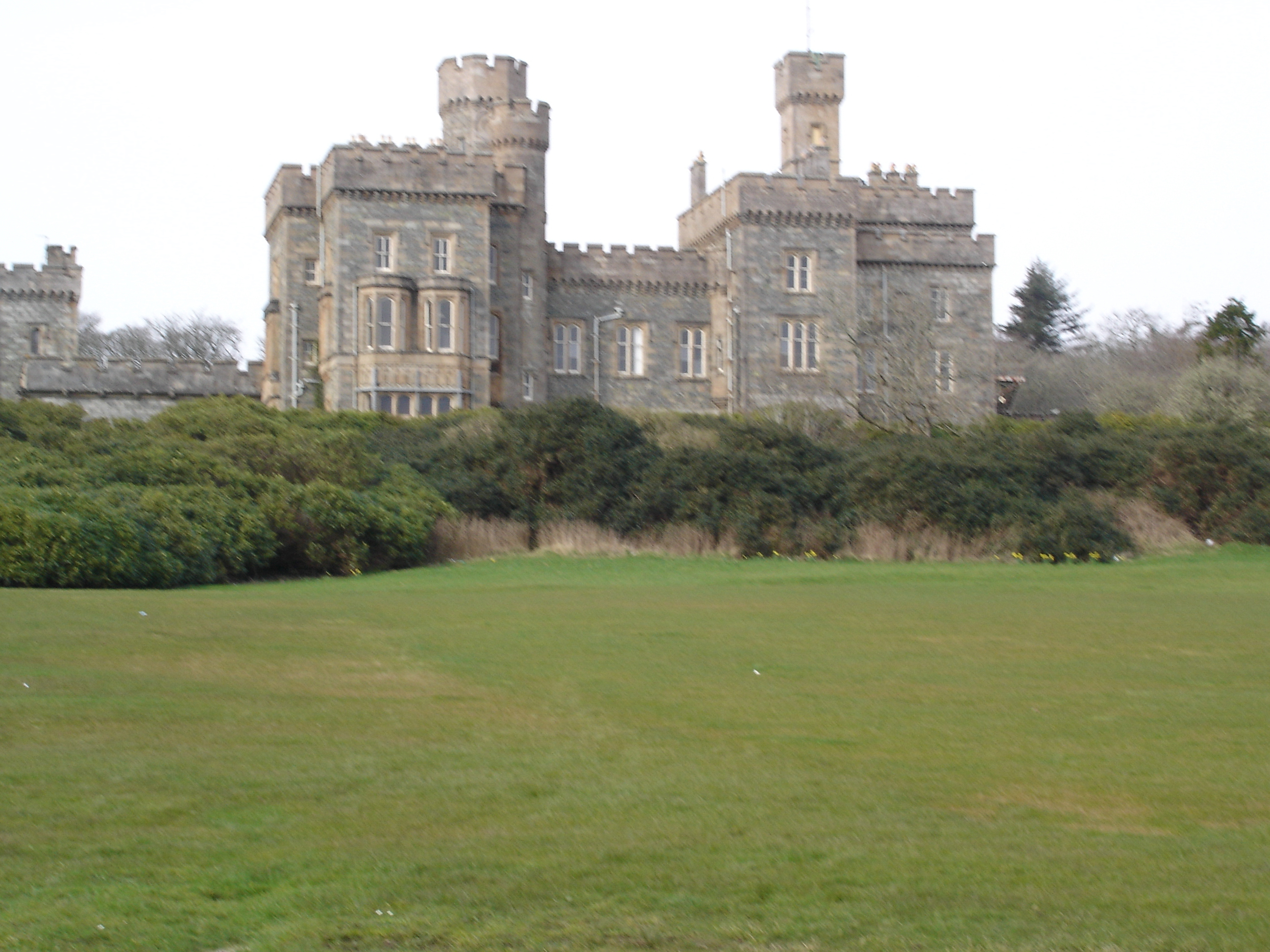
Lews Castle

Lews Castle (skotsk gaeliska: Caisteal Leòdhais) är slott från den viktorianska eran som ligger väster om staden Stornoway, Isle of Lewis i Skottland. Det byggdes under åren 1847-1857, som ett hus på landet för Sir James Matheson, som hade gjort en förmögenhet på Opiumhandeln mellan Indien och Kina, och köpt hela ön några år tidigare. I och med byggandet av slottet avhystes 500 familjer från sina hem och deporterades till Kanada. Slottet ritades av arkitekten Glasgow Charles Wilson.
År 1918 köpte industrimannen Lord Leverhulme egendomarna på Lewis från Matheson familjen, inklusive slottet Han skänkte slottet till Stornoway socken 1923. 
Under andra världskriget användes slottet som förläggning för luft- och markpersonal på 700 Naval Air Squadron, som drev en avdelning med sex Supermarine Walrus-flygplan från Cuddy Point på ägorna. Basen kallades HMS Mentor. Slottet användes också som studentboende för Lews Castle College på 1950-talet. 
Idag ägs byggnaden av kommunen Comhairle nan Eilean Siar och slottet är skyddat som en kategori A-listad byggnad.